# Mazra’at al-Amud
Mazra’at al-Amud (arab. مزرعة العامود) – wieś w Syrii, w muhafazie Aleppo, w dystrykcie Ajn al-Arab. W 2004 roku liczyła 649 mieszkańców.